# Baykar Bayraktar TB3
Pour les articles homonymes, voir Drone (homonymie).
Le Bayraktar TB3 est un véhicule aérien de combat sans pilote (UCAV) de moyenne altitude et longue endurance capable d'atterrissage et de décollage sur de courte portée, produit par Baykar. 
Il est actuellement en cours de développement en raison du manque d'avions à déployer sur le navire d'assaut amphibie TCG Anadolu. Selon les plans initiaux, le navire devait être équipé d'avions de combat Lockheed Martin F-35B Lightning II, mais à la suite de l’exclusion de la Turquie du programme d'achats, le bâtiment est entré dans un processus de modification afin de lui permettre d'accueillir des drones.

## Développement
En février 2021, le président des industries de défense (SSB), Ismail Demir, a rendu public un nouveau type de drone développé par Baykar qui devrait être stationné sur le premier navire d'assaut amphibie de Turquie, le TCG Anadolu. L'avion en cours de développement est une version navale du Bayraktar TB2, propulsée par un moteur développé par la société turque Tusaş Engine Industries (TEI). Demir a déclaré qu'entre 30 et 50 drones Bayraktar TB3 à ailes repliables pourront atterrir et décoller en utilisant le pont de l’Anadolu,. Le 27 mars 2023, le directeur technologique (CTO) de Baykar Technology, a partagé la première image du drone TB3 en cadeau du Ramadan. Le premier vol du drone est prévu en 2023.

## Spécifications (Bayraktar TB3)

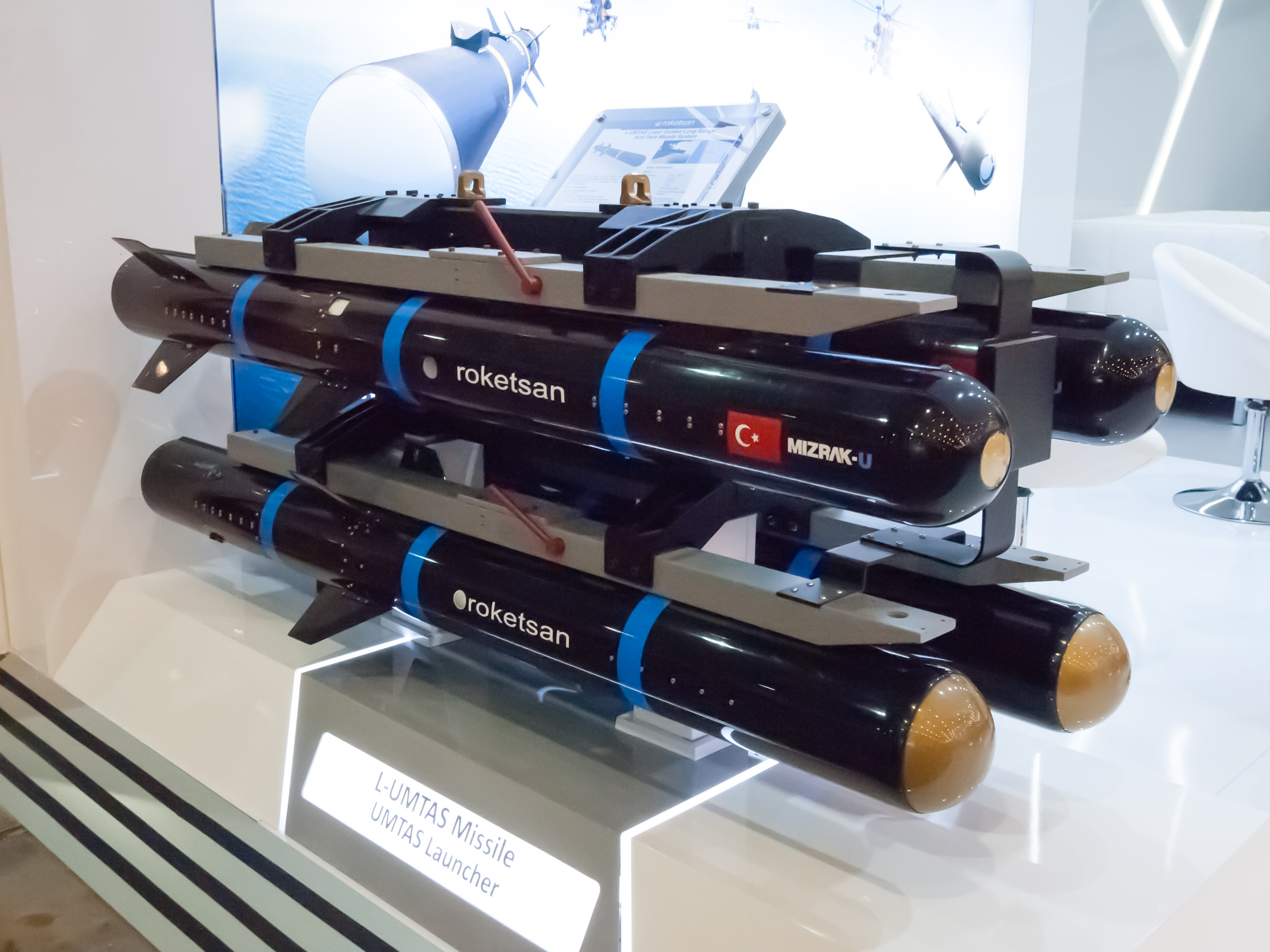
Missiles UMTAS destinés à être utilisés avec le TB3

Données de l'infographie officielle de Baykar.

### Caractéristiques générales
- Equipage : 0 à bord
- Longueur : 8,35 m
- Hauteur : 2,6 m
- Envergure : 14 m
- Masse maximale au décollage : 1 450 kg
- Capacité de charge utile : 280 kg
- Groupe motopropulseur : 1 × TEI-PD170 (prévu)

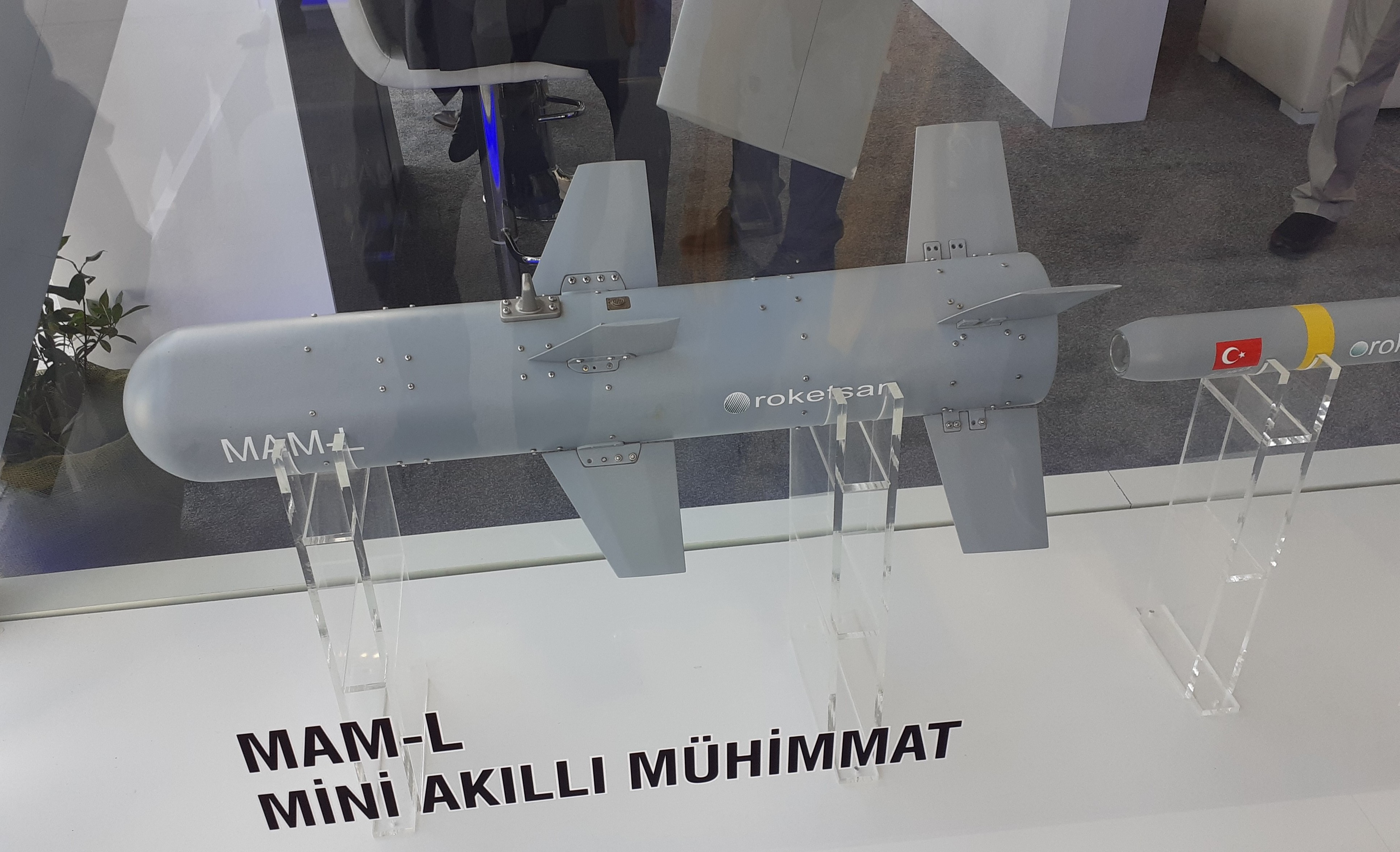
La Smart Micro Munition (MAM-L)

### Performance
- Vitesse maximale : 300 km/h
- Vitesse de croisière : 232 km/h

### Armements
- Points d'emport : 6 points d'emport pour munitions intelligentes à guidage laser, avec des dispositions pour transporter des combinaisons de : 
  - L-UMTAS (système de missile antichar à longue portée)[10]
  - MAM : Munitions à guidage de précision MAM-C, MAM-L et MAM-T[11],[12],[13]
  - Roketsan Cirit (missiles de 70 mm)[14]
  - Roquettes à guidage laser TUBITAK-SAGE BOZOK[15]
  - TUBITAK-SAGE TOGAN[16] (munition de mortier de 81 mm lancée air-sol[17])
  - TUBITAK-SAGE KUZGUN[18] : munitions articulées modulaires[19],[20] KUZGUN-TjM

### Avionique
- Systèmes de capteurs d'imagerie et de ciblage EO/IR/LD interchangeables ou radar AESA multimode :
  - Capteur d'imagerie et de ciblage Aselsan CATS EO/IR/LD (prévu)

## Utilisateurs
- Turquie : 3 unités opérées sur le porte-aéronefs TCG Anadolu par la Marine turque[21].
- Indonésie : 60 unités commandées en février 2025[22].